# Stari Brod (Bośnia i Hercegowina)
Stari Brod (cyr. Стари Брод) – wieś w Bośni i Hercegowinie, w Republice Serbskiej, w gminie Rogatica. W 2013 roku liczyła 17 mieszkańców.